# Françoise de Graffigny

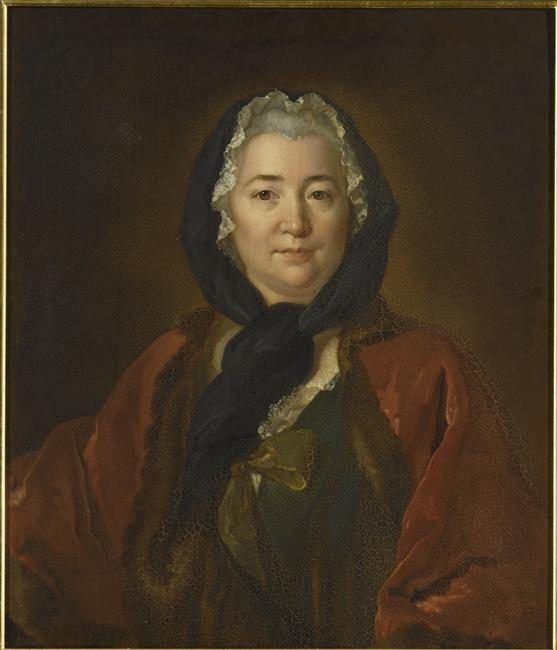
Madame de Graffigny.

Françoise de Graffigny, nombre de soltera d’Issembourg du Buisson d’Happoncourt (Nancy, 11 de febrero de 1695 - París, 12 de diciembre de 1758) escritora, dramaturga y anfitriona de salones literarios.nacida en el ducado de Lorena cuando este no era parte de Francia. Es autora de la célebre novela epistolar Lettres d’une Péruvienne ("Cartas de una peruana") publicada en 1747. Es considerada una de las mujeres más importantes de la literatura francesa del siglo XVIII. Famosa en vida, cayó en el olvido durante la Revolución Francesa. Sólo con el advenimiento del movimiento feminista de la década de 1960 fue redescubierta y se publicaron nuevas ediciones de sus obras.
La lectura de su principal obra, Lettres d’une Péruvienne, fue prohibida bajo amenaza de excomunión en 1765 por la Congregación del Índice de la Santa Sede, que la incluyó en el Index Librorum Prohibitorum.

## Obras
- Nouvelle espagnole, 1745
- Recueil des messieurs, 1745
- Le Fils légitime, en trois actes et en prose, 1746
- La Fièvre d’Azor, 1746
- Lettres d’une Péruvienne, 1747
- Cénie, pièce en cinq actes, 1750
- La Fille d’Aristide, pièce en cinq actes, 1758
- Correspondance, 1738-1758